# Easley (Iowa)
 For alternative betydninger, se Easley. (Se også artikler, som begynder med Easley)
Easley er et kommunefrit område i Calhoun County, Iowa.
42°18′N 94°24′V / 42.3°N 94.4°V